# Шапел Волан
Шапел Волан (фр. Chapelle-Voland) насеље је и општина у источној Француској у региону Франш-Конте, у департману Јура која припада префектури Лон ле Соније.
По подацима из 2011. године у општини је живело 621 становника, а густина насељености је износила 20,36 становника/km². Општина се простире на површини од 30,5 km². Налази се на средњој надморској висини од 213 метара (максималној 218 m, а минималној 183 m).

## Демографија
| 1962. | 1968. | 1975. | 1982. | 1990. | 1999. | 2011. |
| ----- | ----- | ----- | ----- | ----- | ----- | ----- |
| 712   | 822   | 703   | 615   | 596   | 567   | 621   |

График промене броја становника у току последњих година